# КК Забок
КК Забок је хрватски кошаркашки клуб из Забока. У сезони 2015/16. такмичи се у А-1 лиги.

## Историја
Клуб је основан 1977. године под именом ОКК Иво Лола Рибар, а 1981. мења име у садашње. Клуб је дуго година играо по нижим ранговима, а од 2009. су чланови А-1 лиге.

## Познатији играчи
- Лука Жорић
- Дамир Маркота
- Крис Ворен